# Michael Sweet
Michael Harrison Sweet, född 4 juli 1963, är en amerikansk sångare. Han är mest känd som sångare i hårdrocksbandet Stryper. Han var också en av två sångare i Boston, innan han hoppade av 2011.
Om man ska nämna några av hans egna låtar så är "All This And Heaven Too" och "Real" två av de mer kända.

## Diskografi

### Soloalbum
- Michael Sweet (1994)
- Real (1995)
- Truth (2000)
- Him (2006)
- Touched (2007)
- I´m Not Your Suicide (2014)
- One Sided War (2016)

### Stryper
- The Yellow and Black Attack (1984)
- Soldiers Under Command (1985)
- To Hell with the Devil (1986)
- In God We Trust (1988)
- Against the Law (1990)
- Reborn (2005)
- Murder by Pride (2009)
- The Covering (2011)
- Second Coming (2013)
- No More Hell to Pay (2013)
- Fallen (2015)
- God Damn Evil (2018)

### Sweet & Lynch
- Only to Rise (2015)
- Unified (2017)

### Gästframträdanden
- 1989: I 2 (EYE), Michael W. Smith (duett och bakgrundssång på "All You're Missin' Is a Heartache")
- 1992: Voices In The Night, Mass (bakgrundssång)
- 1992: Free at Last, DC Talk (bakgrundssång)
- 2004: Welcome to the Revolution, Liberty N' Justice (ledsång på "Blind Man's Bluff")
- 2014: Onward to Freedom, Tourniquet (ledsång och sologitarr på titelspåret)
- 2016: Bring It On!, Moriah Formica (gitarr och sång på titelspåret)